# Governatorato della Capitale (Bahrein)
Il governatorato della Capitale (in arabo محافظة العاصمة‎? trascritto Muḥāfaẓat al-ʿĀṣimah)  ) è il governatorato più importante di tutto il Bahrein, poiché in esso è situata la capitale di stato Manama con 290.182 abitanti (stima 2008).

## Geografia
Il governatorato è localizzato nel nord-est dell'isola del Bahrein ed è il governatorato con più confini del Bahrein. Esso confina a nord con il governatorato di Muharraq, a sud con quello centrale e a ovest con quello settentrionale. A nord e a sud-ovest il governatorato della Capitale viene bagnato dal Golfo del Bahrein nel Golfo Persico nell'Oceano Indiano.

## Località
- Al Manamah,
- Jid Ali,
- Ras Rumman,
- Jidd Haffs.